# 백브리핑 시시각각
《백브리핑 시시각각》은 SBS Biz에서 평일 오전 11시 25분부터 낮 12시에 방송하는 TV 뉴스 프로그램이다.

## 방송시간
- 평일 오전 11시 25분 ~ 낮 12시

## 출연자
- 이광호 앵커